# Araioses
Araioses é um município brasileiro do estado do Maranhão. Possui uma população de 39.052 habitantes (Censo de 2022 - IBGE). É a maior cidade da microrregião Baixo Parnaíba.

## História
Anteriormente, a região do município de Araioses foi um aldeamento dos povos indígenas arayós, ramificação dos tremembés. Os arayós ou “araióz” passaram a ser reconhecidos como “araioses” devido ao processo de aportuguesamento. Outros povos indígenas habitaram a região, como os tamoios, os gamelas e os tapuias. 
Os temembés empreenderam estratégias de resistências contra os portugueses, ao longo do litoral maranhense. Em 1699, um pequeno grupo de tremembés, liderados pelo jovem Arinhã, se desmembrou de um grupo maior em razão da morte de Araio, pai do jovem, e que faleceu em uma investida contra holandeses na praia do Arpoador, próximo à Tutóia. Posteriormente, o grupo seguiu em direção ao Delta do Rio Parnaíba, tendo passado passando pelas localidades onde atualmente se situam os povoados de Frexeiras, Barro Duro, Carnaubeiras e Água Doce, até chegarem ao rio Magu. Em 1701, eles atravessaram o rio e instalaram-se onde hoje a comunidade Aldeia está localizada. A presença do rio na vida da aldeia era tão importante que Arinhã incorporou ao seu nome o termo Magu, passando a se chamar Arinhã-Magu.
Por volta de 1741, João de Deus chegou à aldeia o indígena Arayós com o objetivo de catequizar os indígenas. Para ganhar a confiança da população, adicionou o termo Magu ao seu nome, que passou a ser João de Deus Magu. A história de Araioses está intimamente ligada a João de Deus Magu, que dividiu os indígenas em grupos de famílias, loteou a aldeia, construiu casas e, a partir de 1743, iniciou o plantio de algodão.
Em 1748, foi erguida uma ermida cuja padroeira era Nossa Senhora da Conceição de Araioses. Em 1751, constavam 20 casas no povoado. Neste ano, João de Deus Magu foi a São Luís pedir ao bispo do Maranhão que designasse um padre para rezar a primeira missa e batizar os indígenas.
No dia 15 de agosto de 1752, o Padre Inácio Pereira da Fonseca rezou a missa e batizou os índios na capela de Nossa Senhora da Conceição tendo essa data se oficializado como a de fundação do povoado de Araioses.
Foi estimulada a doação de terras a Nossa Senhora da Conceição de Araioses, nas quais seriam instaladas fazendas para a prática da pecuária, e como uma forma homenagear a santa e assegurar legitimidade da posse da terra.
Em 1767, o então governador Joaquim de Mello e Póvoas visitou a região e relatou ao ao rei de Portugal que o povoado era bem localizado, mas sofria com a falta de água durante a estiagem. O governador sugeriu que suas terras deveriam ser aproveitadas para a cultura de algodão.
Em 1770, João de Deus Magu teria viajado para Portugal com o objetivo de conseguir um título de posse para assegurar as glebas de terra que tinha sob domínio, e teria recebido das mãos da rainha uma imagem de Nossa Senhora da Conceição. Quando retornou, essa imagem teria permanecido na aldeia por algum tempo, mas posteriormente houve a edificação da primeira capela de Nossa Senhora da Conceição para abrigar a imagem. Os indígenas arayós teriam ficado insatisfeitos com a ação e levavam a imagem à noite, repetindo o ato por diversas vezes, enquanto o padre ia buscá-la de dia. Este fato teria dado origem ao topônimo Enjeitado no local onde o centro urbano de Araioses está atualmente.
Entre 1750 a 1846, uma série de ações judiciais questionaram a legalidade da doação de terras à santa e a legitimidade da posse da propriedade dos herdeiros de João Magu e seus aliados, tendo sido incorporadas ao patrimônio do governo.
O Distrito de Araioses foi criado mediante a Resolução Régia de 18 de junho de 1757, tendo sido elevado à categoria de vila pela Lei Estadual n.º 53, de 15 de maio de 1893, quando foi desmembrado de Tutóia.
A Lei Municipal de 21 de dezembro de 1901 criou os distritos de Angico, Ilha Poções e Magu. Em 1933, Araioses era constituída apenas pelo distrito-sede. Em 1938, passou à condição de cidade no dia 29 de março. Em 1948, foi criado o distrito de Frecheiras. Em 1994, o distrito de Frecheiras foi emancipado no município de Água Doce do Maranhão e Araioses passou a ser constituído apenas do distrito-sede.

## Geografia

### Relevo
O relevo do município é caracterizado por tabuleiros sub-litorâneos, planícies fluviais e o Delta do Parnaíba.
O relevo é modelado por agentes e processos marinhos que dão origem às praias e mangues, bem como a campos de dunas móveis e dunas fixas sem cobertura vegetal e intercaladas por lagoas de origem pluvial.

### Clima
O clima é o tropical úmido, dividido dois períodos: chuvoso de janeiro a junho e estiagem de julho a dezembro. A temperatura média anual é superior a 27 °C, com a umidade relativa do ar anual variando de 76% e 82% e os totais pluviométricos entre 1.200 e 1.600 m.

### Hidrografia
Araioses pertence ao baixo curso da Bacia Hidrográfica do Rio Parnaíba, onde é formado um delta que se assemelha a uma mão aberta, onde os dedos representam as seguintes barras: Barra de Tutóia, Barra do Caju, Barra do Igaraçu, Barra das Canárias e Barra da Melancieira. Estas barras se ramificam e deságuam em mar aberto (Delta Oceânico). O Delta do Parnaíba é o único em mar aberto das Américas e um dos três maiores do mundo em extensão (os outros são o do rio Nilo, no Egito, e o do rio Mekong, no Sudeste Asiático).
Pertencem ao município de Araioses as ilhas Canárias, Caju e Poldros, além de diversas ilhas menores.
Entre os principais cursos d’água do município estão os rios Santa Rosa e Magu.
Entre as lagoas, estão a de Jatobazinho, Pajé, São João, Cafusas, Cantinho, Boa Esperança e outras.

### Vegetação e biodiversidade
A vegetação é caracterizada pela presença do cerrado, floresta estacional, manguezais, restingas e  campos de dunas. 
Parte do território de Tutóia está inserido na APA da Foz do Rio das Preguiças-Pequenos Lençóis-Região Lagunar Adjacente e na Área de Proteção Ambiental Delta do Parnaíba.
Entre as espécies vegetais do manguezal estãoː o mangue-vermelho (Rhizophora Mangle), mangue-branco (Laguncularia Racemosa), mangue-preto (Avicennia schaueriana) e o manguə-de-botão (Conocarpus Erectus).

### Demografia
De acordo com o Censo Demográfico de 2022, 70,1% da população é parda, 21,4% é branca e 8,5% é preta.
Cerca de 71,4% da população viva na zona rural e 28,6% vive na zona urbana. 
O índice de analfabetismo é de 27,6%.

## Economia
O PIB do município foi de R$ 282.823.230 em 2021 (o 72º maior PIB do estado).
A distribuição setorial do PIB em 2021 ficou: agropecuária (14,51%); indústria (2,82%); serviços administrativos, defesa, educação e saúde públicas e seguridade social (57,95%); serviços (24,71%).
Na agricultura, tem destaque a produção de castanha de caju (4ª maior produtor do estado) além de mandioca, banana, laranja, milho e feijão.

## Infraestrutura

### Transportes
Araioses está ligada a Água Doce do Maranhão por meio da MA-312; e à BR 402 por meio da MA-345.

### Educação
No município, existem 67 escolas, sendo cinco instituições de ensino médio. O município conta ainda com um campus do instituto Federal de Educação, Ciência e Tecnologia do Maranhão (IFMA).

### Saúde
A principal unidade de saúde do município é o Hospital e Maternidade Nossa Senhora da Conceição.

## Cultura e turismo

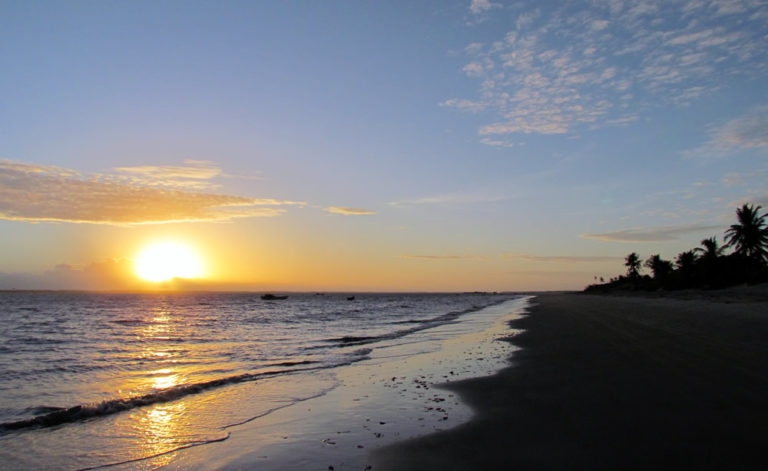
Praia em Tutóia

As principais manifestações culturais são: bumba-meu-boi com os sotaques de orquestra e as quadrilhas.
Tutóia pertence ao Polo Turístico Delta das Américas, juntamente com os municípios de Paulino Neves, Araioses e Água Doce do Maranhão, e também à Rota das Emoções.Há sete pontos principais: Torto, Passarinho, Caiçara, Morro do Meio, Ilha da Barra do Meio, Ilha dos Poldros e Ilha do Caju.
Em setembro, ocorre o Festival do Caranguejo, tradicional no município.
Outros pontos são as trilhas, como a do Goiabal, e a Lagoa da Ponta Grossa.
Na culinária, tem destaque pratos típicos com frutos do mar, panelada, peixada, camaroada, ostra e caranguejo nas diversas modalidades.

## Prefeitos
| Período     | Prefeito                                                                 |
| ----------- | ------------------------------------------------------------------------ |
| 1938 - 1946 | Dr. Oreste Mourão                                                        |
| 1946 - 1956 | João Batista Freitas Diniz e Pedro Alexandrino Lindoso.                  |
| 1957 - 1961 | Sebastião Furtado de Mendonça.                                           |
| 1961 - 1966 | Silvio de Freitas Diniz.                                                 |
| 1967 - 1969 | Oscar de Freitas Dutra                                                   |
| 1970 - 1973 | José Marque Furtado                                                      |
| 1973 - 1977 | Silvio de Freitas Diniz e Oscar de Freitas Dutra                         |
| 1977 - 1982 | José Cardoso do Nascimento (Zé Tude).                                    |
| 1983 - 1988 | Tito Ferreira Gomes                                                      |
| 1989 - 1992 | José Cardoso do Nascimento (Zé Tude).                                    |
| 1993 - 1996 | Vicente de Paula Moura (Gatão).                                          |
| 1997 - 2000 | Francisco das Chagas Paixão (Chagas Paixão)                              |
| 2001 - 2004 | Vicente de Paula Moura "(faleceu em 2001) e Pedro Henrique assume (PP)." |
| 2005 - 2008 | José Cardoso do Nascimento (Zé Tude).                                    |
| 2009 - 2012 | Luciana Marão Felix (Luciana Trinta)                                     |
| 2013 - 2016 | Valeria Cristina Pimentel Leal (Valeria do Manin)                        |
| 2017 - 2020 | Cristino Gonçalves de Araújo (Dr Cristino)                               |
| 2021 - 2024 | Luciana Marão Felix (Luciana Trinta)                                     |
| 2025 - 2028 | João Cândido Carvalho Neto (Neto Carvalho)                               |